# Kamil Kalka
Kamil Kalka (ur. 28 maja 1981 w Wągrowcu) – polski lekkoatleta, chodziarz. 

## Osiągnięcia
Zawodnik AZS-AWF Warszawa i Gwdy Piła. Srebrny medalista Pucharu Świata w chodzie na 50 km w drużynie (La Coruña 2006). Szesnastokrotny medalista Mistrzostw Polski w różnych kategoriach wiekowych w chodzie na 5 km, 20 km, 50 km w tym dwukrotny mistrz Polski w chodzie na 50 km (2004, 2005).

## Rekordy życiowe
- chód na 5000 metrów (hala) – 19:30,34 s. (25 lutego 2006, Spała[1]) – 14. wynik w historii polskiej lekkoatletyki
- chód na 20 kilometrów – 1:21:36 (12 czerwca 2005, Rumia[1]) – 17. wynik w historii polskiej lekkoatletyki
- chód na 50 kilometrów – 3:54:44 (14 maja 2006, A Coruña)